# آنجوما
آنجوما (به لاتین: Anjoma) یک منطقهٔ مسکونی در ماداگاسکار است که در ناحیه آمبالاوائو واقع شده‌است. آنجوما ۱۳٬۰۰۰ نفر جمعیت دارد و ۱٬۱۰۲ متر بالاتر از سطح دریا واقع شده‌است.